# 松本市立丸ノ内中学校
松本市立丸ノ内中学校（まつもとしりつ まるのうちちゅうがっこう）は、長野県松本市宮渕にある公立の中学校。 

## 沿革
- 1948年（昭和23年） - 松本城二の丸に開校[1]
- 1952年（昭和27年） - 松本市街地を見渡す城山中腹の現在地に移転[1]
- 2017年（平成29年） - 開校70周年記念式典 記念リーフレット・記念クリアファイル（イラスト: 高野苺）配布

## 校章
校章は、元学校長である桐原與喜一先生、当時の太田正直教諭によって、昭和25年(1950年)に作成された。

## 生徒数・職員数

### 令和6年度　生徒数
|       | 学級数 | 生徒数 |
| ----- | ------ | ------ |
| 1学年 | 2      | 73     |
| 2学年 | 2      | 69     |
| 3学年 | 3      | 88     |
| 合計  | 7      | 230    |

## 目標

### 学校教育目標
『自治の精神　～豊かな心でたくましく自他ともによりよく生きよう～』
律する心　 磨く心　 思いやる心

## 主な行事
- 4月　修学旅行（3年生）
- 6月　上高地宿泊学習（1年生）
- 6月　飛騨高山散策（2年生）
- 9月　学芸発表会
- 10月　球技クラスマッチ（3年生）
- 3月　球技クラスマッチ（1、2年生）[1]

## 部活動
| - サッカー - 陸上 - 男女バスケットボール - 男女バレーボール | - 卓球 - 吹奏楽 - 美術 |

## 所在地
- 〒390-0862 長野県松本市宮淵3-6-1[4]

## 出身者
- 臥雲義尚（松本市長、元NHK職員）